# Bulachite
La bulachite è un minerale.